# Chlorhoda amabilis
Chlorhoda amabilis là một loài bướm đêm thuộc phân họ Arctiinae, họ Erebidae.